# Detlev Foth

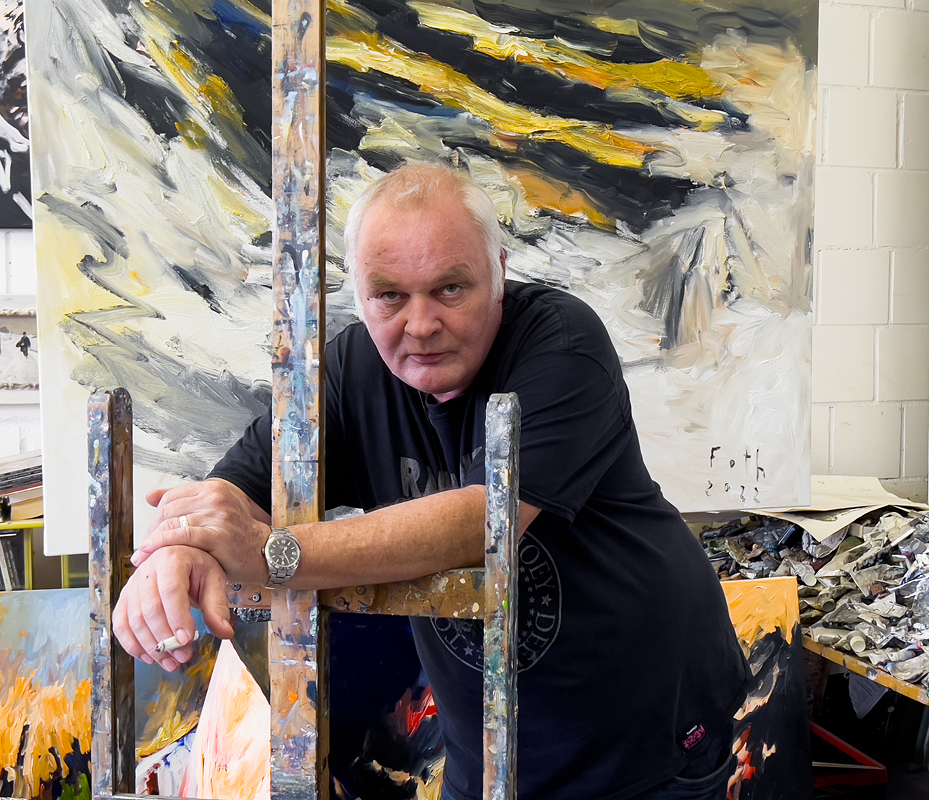
Detlev Foth in seinem Atelier in Düsseldorf, 2022 Foto: Ioana Luca

Detlev Foth, geboren als Detlev James Foth, (* 17. September 1959 in Münster) ist ein deutscher Maler und Zeichner. Er lebt und arbeitet in Düsseldorf.

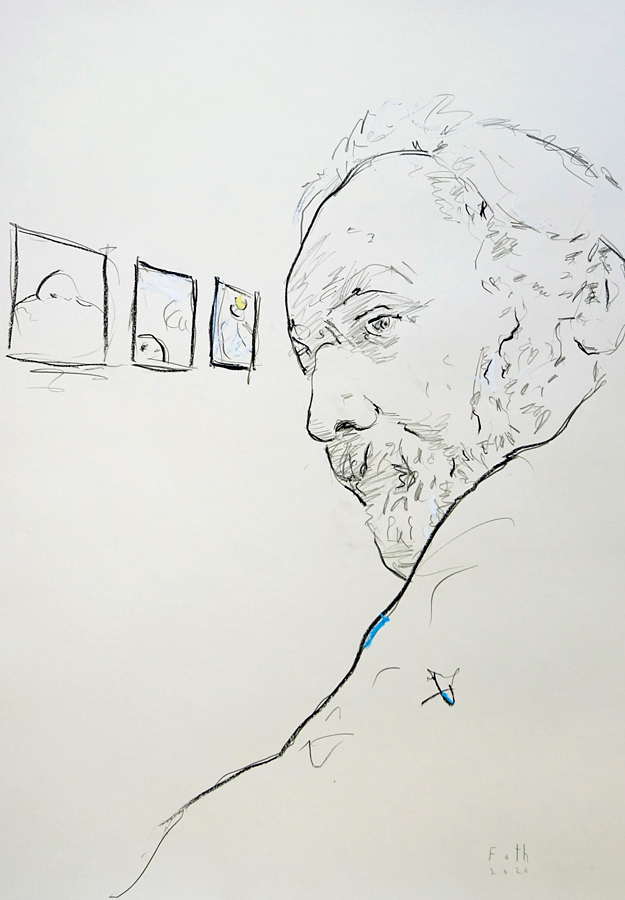
Detlev Foth, Selbst, Februar 2020, 2020, Kohle und Ölpastell auf Papier, 100 × 70 cm

## Leben
Die Zusammenarbeit 1978 mit dem Düsseldorfer Maler und Bildhauer Kurt Link (1926–1996) – Kommilitone von Erwin Heerich (1922–2004) und Joseph Beuys (1921–1986) in der Klasse von Ewald Mataré (1887–1965) – markiert den Beginn seiner Künstlerkarriere.  Im darauffolgenden Jahr nahm er im Alter von 20 Jahren ein Kunststudium auf.
Er studierte Freie Malerei an der Kunstakademie Düsseldorf von 1979 bis 1985 bei Luise Kimme, Walter Biemel, Tony Cragg und Bernhard Lüthi und wird Meisterschüler von Rissa. Während des zweiten Semesters fand bereits seine erste Einzelausstellung in der Galeria de Arte Sala Goya auf Palma de Mallorca, Spanien, statt. 2001 erhielt er eine Einladung des Auswärtigen Amts in Berlin, eine Einzelausstellung im deutschen Wirtschaftsclub in São Paulo, Brasilien, zu veranstalten. Als erstem deutschen Künstler galt ihm eine Einzelausstellung im portugiesischen Kulturinstitut (Instituto Camões) in Luanda, Angola, die auf Einladung des Auswärtigen Amts, Berlin, realisiert wurde. 2012 hat der Maler unter anderem eine Einzelausstellung in der Galerie Arthropologie, Kairo, Ägypten.
Etliche Reisen nach Südamerika, Südostasien, Jamaika, Marokko, Montenegro, Spanien und Griechenland, nach New York, London, Paris, Rom und Iași wechseln ab mit langen Jahren zurückgezogenen Lebens in der Abgeschiedenheit der jeweiligen Ateliers, zumeist in Düsseldorf. In seinen Jugendjahren verband ihn eine tiefe Freundschaft mit seinem Mentor Anton Tripp. Zu seinen späteren Förderern zählten u. a. Bernd M. Michael, Hans B. Heil, Bruno  O. Braun, Horst Brendel und Manfred Siebenlist.
Während seiner Studienjahre unterhielt er diverse Künstlerfreundschaften, insbesondere mit Masumi Miyai und Michael Sichelschmidt. Über sechzig seiner Arbeiten wurden bis 2022 bei VAN HAM, Köln, Ketterer Kunst, München, Stahl, Hamburg, Grisebach, Berlin, Dr. Irene Lehr, Berlin und anderen Auktionshäusern auktioniert.
Zahlreiche seiner Arbeiten befinden sich in privaten Sammlungen und im öffentlichen Raum – so zum Beispiel in der Staatsgalerie Revin, Frankreich, dem Heinrich-Heine-Institut, Düsseldorf (Porträt Heinrich Heine) und im Suhrkamp-Verlag, vormals Frankfurt, später Berlin  (Porträt Thomas Bernhard).
Neben der Malerei beschäftigt sich Detlev Foth mit Literatur, hat zahlreiche Theaterstücke, Romane, Erzählungen sowie Gedichte veröffentlicht. Für das Kunstmagazin Kunstbar Contemporary Art kommentiert er den aktuellen Kunstmarkt.
Foth ist in das Allgemeine Künstlerlexikon aufgenommen. Er wird auch in Kürschners Handbuch der Bildenden Künstler aufgeführt.
Seit 2003 ist er mit der deutsch-rumänischen Malerin und Bildhauerin Ioana Luca (* 1977) verheiratet.
Detlev Foth kooperiert seit 2020 mit VAN HAM Art Estate, Köln.

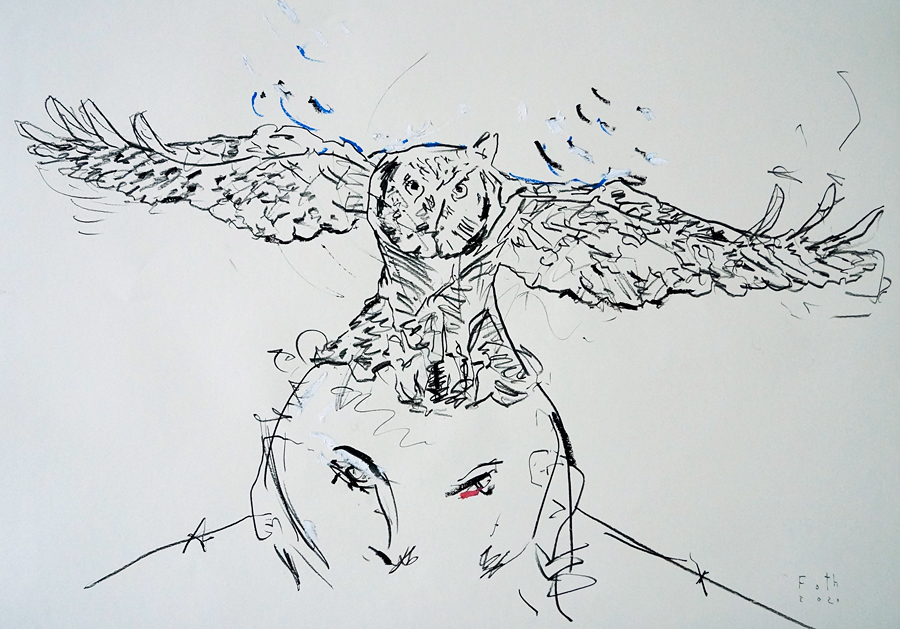
Detlev Foth, Drohende Eule, aus einem Kopf herauswachsend, 2020, Kohle und Ölpastell auf Papier, 70 × 100 cm

## Werk

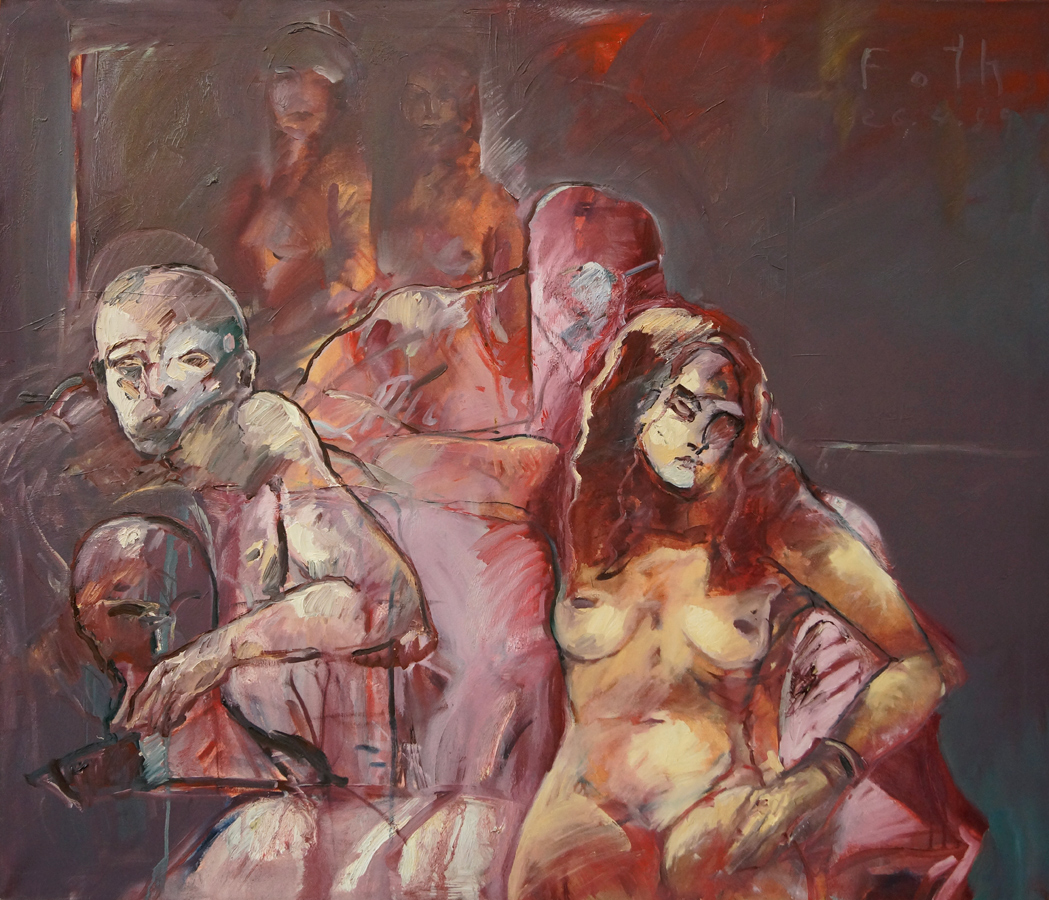
Detlev Foth, Kleine Gruppe, rötliches Licht, 1989, Öl auf Leinwand, 120 × 140 cm

Seine Malerei steht für eine ausdrucksstarke Figuration. Foths Ölmalerei zeugt von einer signifikanten Farbvariation, die sich vor allem in den Naturphänomenen durch eine erstaunliche Skala an Abstufungen und durch kontrastreiche Farbwerte manifestiert. Detlev Foth stellt seinem malerischen Œuvre gleichberechtigt Papierarbeiten wie Collagen und digital bearbeitete Fotografien, aber insbesondere Zeichnungen an die Seite. Gelegentlich entstehen Plastiken, zudem existieren diverse bemalte Ready-mades.

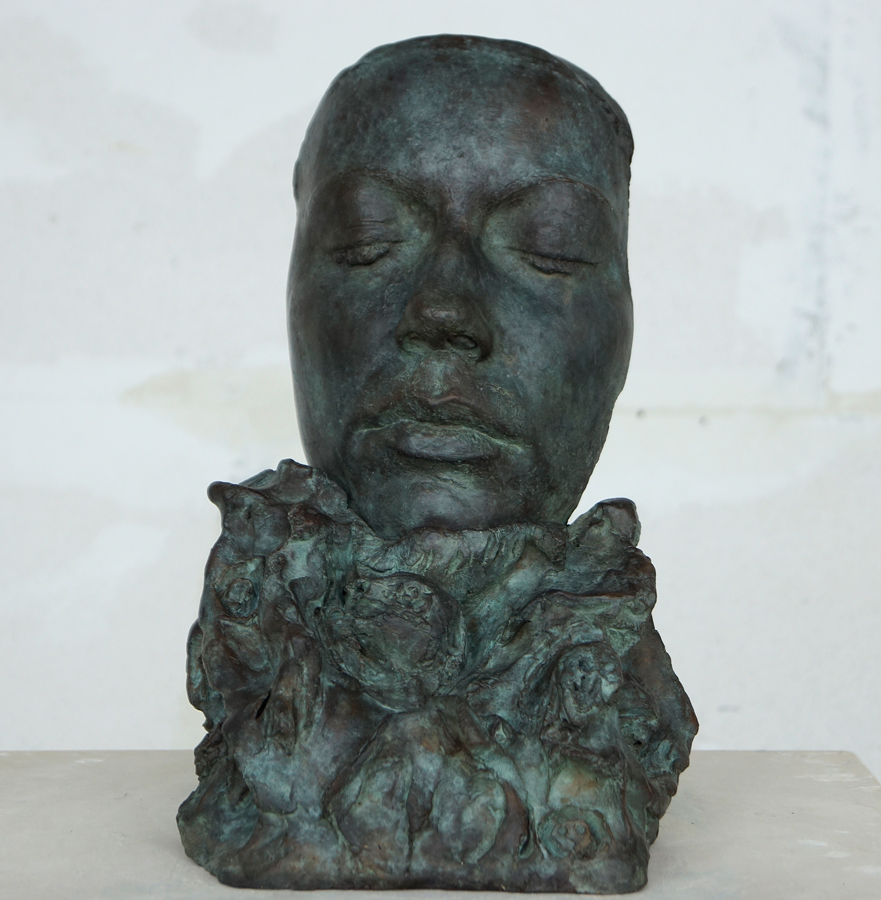
Detlev Foth, Akademiekopf, 2020, Bronze, patiniert, H 31 cm, B 17 cm, Auflage 1/2, Gegossen 2021 Bildgießerei Richard Barth, Rinteln

Seit Beginn seiner künstlerischen Tätigkeit bearbeitet er die Themen Mensch, Landschaft und Architektur. Seine Arbeiten zeugen von einer eingesetzten physischen Kraft beim Vorgang des Malens und Zeichnens in Verbindung mit einer konzentrierten Idee der Bilderfindung. Sowohl die leuchtenden kräftigen und pastosen Farben der Gemälde als auch die sinnlichen Linien der Papierarbeiten erzählen von der Brutalität sowie Verletzlichkeit des Menschen in der Gegenwart. Detlev Foth ist ein Chronist seiner Zeit und beschäftigt sich mit politischen und gesellschaftlichen Themen.

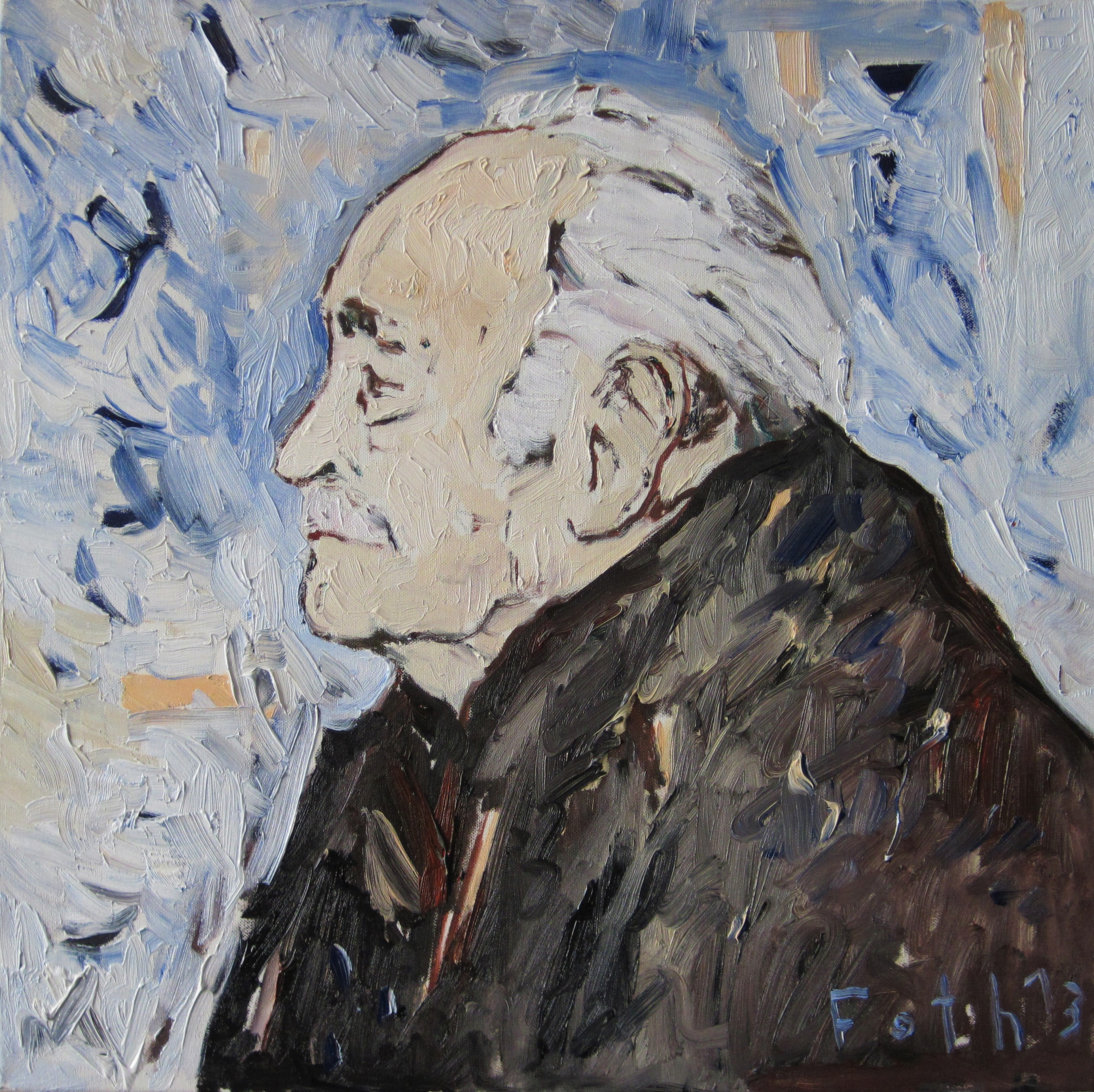
Detlev Foth, Der Vater, 2013, Öl auf Leinwand, 70 × 70 cm

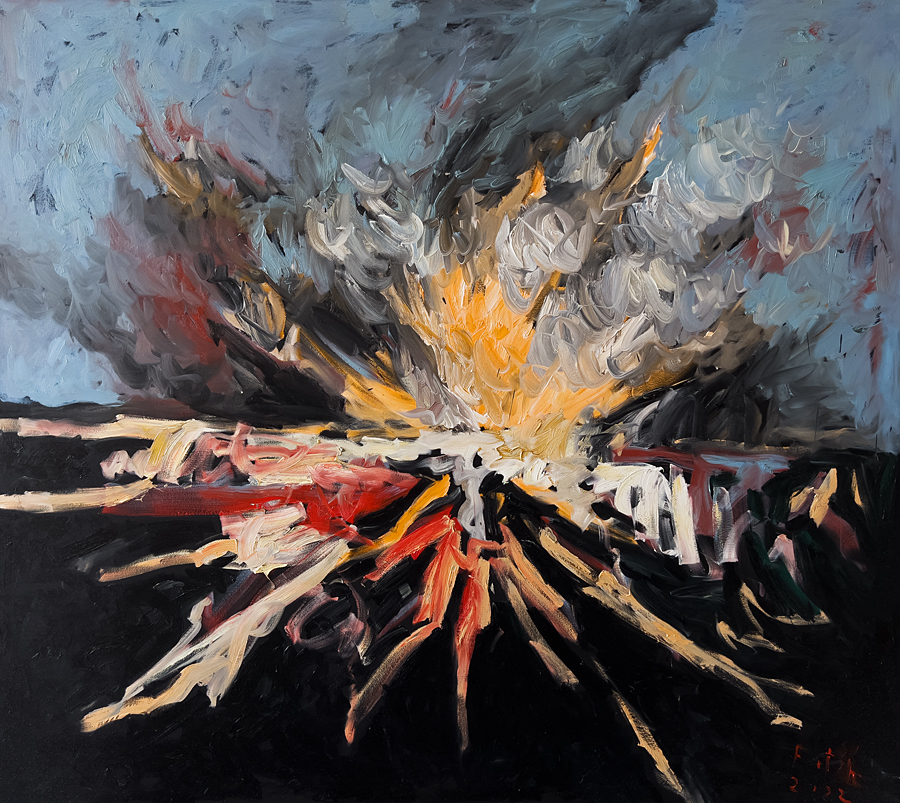
Detlev Foth, Detonation, 2022, Öl auf Leinwand, 140 × 160 cm

## Ausstellungen
- 1981: Galeria de Arte „Sala Goya“, Palma de Mallorca, Spanien
- 1982: Staatliche Gemäldegalerie Revin, Frankreich
- 1983: Galerie Lingotto, Zürich, Schweiz
- 1983: Galerie A, Kiel
- 1983: Galerie Schmidt, Wuppertal
- 1984: Galerie Domin, Kaarst
- 1984: Galerie Schöttner, Gelsenkirchen-Buer
- 1985: Jahresausstellung Düsseldorfer Künstler, Kunstpalast im Ehrenhof, Düsseldorf
- 1986: Jahresausstellung Düsseldorfer Künstler, Ehrenhof Oberschlesisches Landesmuseum, Ratingen/Hösel
- 1986: Gruppenausstellung „Zeitlauf Kinder“ Rathaus Charlottenburg, Berlin
- 1987: Gruppenausstellung und Auktion im WBZ-Zentrum, Düsseldorf
- 1987: Galerie Gogol, Düsseldorf
- 1987: Galerie Domin, Kaarst
- 1988: Kunstsalon Ruckes, Düsseldorf
- 1988: Galerie Gogol, Düsseldorf
- 1988: Galerie Kunst & Leben, Düsseldorf
- 1989: Galerie Gogol, Düsseldorf
- 1991: Art Gallery, Luxembourg
- 1993: Art Gallery, Luxembourg
- 1993: Galerie Fox, Essen
- 1994: Galerie Art-Vie, Paris
- 1996: Galerie Fox, Essen
- 1997: Einzelausstellung Kunstverein Hattingen
- 1998: Galerie Fox, Essen
- 1999: Einzelausstellung bei McKinsey, Düsseldorf
- 2000: Galerie Fox, Essen
- 2001: Einzelausstellung Universität Oppeln, Polen
- 2001: Einzelausstellung – Deutscher Wirtschaftsclub, Sao Paulo, Brasilien
- 2002: Einzelausstellung bei Siebenlist, Grey & Partner, Düsseldorf
- 2003: Foire d'Art Contemporain, Strasbourg
- 2004: Einzelausstellung Portugiesische Botschaft, Luanda, Angola
- 2005: Gruppenausstellung „All about... Düsseldorf“, WhiteBox Kunsthalle, München
- 2006: Artium Art Gallery, Luxembourg
- 2007: „Rock'n Roll“ Benefizausstellung zugunsten der Drogenhilfe Düsseldorf, Rock am Turm, Meerbusch
- 2009: Gruppenausstellung Casa das Artes Villa Real, São Gonçalo, Brasilien
- 2012: Gruppenausstellung „Freigang – Kunst im Knast“, Ulmer Höh', Düsseldorfer Künstler e.V., Düsseldorf
- 2012: F. G. Conzen Trinkausgalerie, Düsseldorf
- 2012: Galerie Arthropologie, Kairo, Ägypten
- 2013: Gruppenausstellung „Schutzraum – Kunst im Bunker“, Düsseldorfer Künstler e. V., Düsseldorf
- 2015: Einzelausstellung Kunsthandlung Steinbach, Krefeld
- 2019: Einzelausstellung „Blickfelder“ – Efficio Kunstreihe, Efficio GmbH, Düsseldorf
- 2021: Einzelausstellung „Detlev Foth – Cities & Landscapes“ – Rotonda Business Club, Köln / Van Ham Art Estate
- 2023: Gruppenausstellung  „Eye-Catching Landscape“, Galerie Martina Kaiser, Köln, mit Andrea Lehnert und Silke Leverkühne, kuratiert von Dr. Renate Goldmann, VAN HAM Art Estate.
- 2024: Gruppenausstellung „Abstracts, Stills and Landscapes“, mit Arbeiten von Gerhard Richter, Sabine Moritz, Matthias Meyer und Detlev Foth, Galerie Martina Kaiser, Köln

## Werke in öffentlichen Sammlungen
- Volksbank Geestland
- Porträt „Thomas Bernhard“, Suhrkamp Verlag, Berlin
- Porträt „Heinrich Heine I“ Heinrich-Heine-Institut, Düsseldorf
- Porträt „Heinrich Heine II“, Heine Haus, Düsseldorf
- Porträt Otto Goldhorn, Rathaus Hilden
- Sammlung Prof. Bruno O. Braun, TÜV-Rheinland, Köln
- Porträt „Heinrich Böll“, Verlag Kiepenheuer & Witsch, Köln
- Gemälde „Der Fischzug“, „Porträt John Lennon“, „Bildnis Johannes Paul II. mit erhobener Hand“ und „Porträt Johannes Paul II.“, Universität Oppeln, Polen
- Staatliche Gemäldegalerie, Revin, Frankreich
- Porträt Burkhard Landers, Niederrheinische Industrie- und Handelskammer Duisburg-Wesel-Kleve zu Duisburg

## Veröffentlichungen

### Bildbände
- Ölmalerei – Impression – Expression – Intuition, 2011, ISBN 978-3-86230-195-9
- F O T H I S M, 2014,
- Ain't That Good News?!, 2014, ISBN 978-1-320-09193-0
- Dr. D'Arbanville, 2014
- Romania – Celebration of Life, 2014
- Depressionismus und Aerosexualität, 2014
- Laureaux' Atelier, 2015
- Papier I und Papier II, 2022, KRAUTin Verlag, Berlin, ISBN 978-3-96703-067-9

### Belletristik

#### Erzählungen
- Selbst mit Pinselblume, 2009, ISBN 978-3-8391-2035-4
- Ermenfrieds Traum, 2009, ISBN 978-3-8391-4955-3
- Transzendenz und Pariser Blau, 2010, ISBN 978-3-8391-8764-7
- Der Himmel über dem Kellerrost, 2010, ISBN 978-3-8423-3019-1
- Die Verlorenheit und das Befremden, 2010, ISBN 978-3-86931-988-9

#### Gedichte
- Duchamps Töchter, 2012, ISBN 978-3-8448-1749-2
- Speed Painting, 2012, ISBN 978-3-8482-2938-3
- Batoni, 2013, ISBN 978-3-8482-6010-2
- Frika Spezial, 2014, ISBN 978-1-320-18906-4
- Pacasmayo Beach, 2015, ISBN 978-1-320-54879-3
- Früchte der Armut, 2015, ISBN 978-1-320-53804-6
- Grubenponys, 2015, ISBN 978-1-320-53797-1
- Kokoschkas Pistole, 2015, ISBN 978-1-320-53789-6
- Das Lamm, 2015, ISBN 978-1-320-53780-3
- Heroin-Fränzi, 2015, ISBN 978-1-320-53776-6
- Tiokas Klage, 2015, ISBN 978-1-320-53562-5
- Gelobt sei Gott, 2015, ISBN 978-1-320-54888-5
- Jayden, 2015, ISBN 978-1-320-51549-8
- Zappa lebt, 2015, ISBN 978-1-320-51370-8
- Thaiyamuthu, 2015, ISBN 978-1-320-48349-0
- Do-Nothing Bitches, 2015, ISBN 978-1-320-47622-5
- In Corippo, 2016, ISBN 978-1-364-43763-3
- I was born a bitch, 2016, ISBN 978-1-364-43547-9
- Das ideale Leben der Maler, 2016, ISBN 978-1-364-43523-3
- Zeitabwärts, Langgedicht, 2016, ISBN 978-1-367-49746-7

#### Romane
- Ein beschütztes Leben, 2009, ISBN 978-3-8391-1592-3
- Ada Bojana, 2009, Taschenbuch-ISBN 978-3-8391-2736-0, gebunden, ISBN 978-3-8391-3698-0
- Die große Übermalung, 2012, ISBN 978-3-8448-1402-6
- Schöne Außenseiter, 2013, ISBN 978-3-7322-4763-9
- Milinka, 2014, ISBN 978-1-320-18593-6

#### Theaterstücke
- Engelhardt, 2010, ISBN 978-3-8391-5002-3
- Es geht bergauf!, 2010, ISBN 978-3-8391-4935-5
- Die Abfolge, 2010, ISBN 978-3-8391-6495-2
- Montenegrinische Groteske, 2010, ISBN 978-3-8423-2729-0
- No looking back!, Englische Übersetzung des Theaterstücks Es geht bergauf!, 2011, ISBN 978-3-8423-6064-8
- Zwei Komödien: Die Ateliergehilfin/Weltklasse, 2013, ISBN 978-3-7322-9236-3
- Ravensburg / Walking Street / Pension Pierpont / Nebenkosten, 2014, ISBN 978-3-7322-9845-7
- Der Fette, 2015, ISBN 978-1-320-51619-8
- Zum Davonlaufen – Monodrama in fünf Bildern, 2015, ISBN 978-1-320-42751-7